# Ace Rusevski
Ace Rusevski (* 29. listopadu 1956 Kumanovo, Jugoslávie) je bývalý jugoslávský a makedonský rohovník/boxer, bronzový olympijský medailista z roku 1976. Od roku 1981 profesionál.

## Sportovní kariéra
Boxovat začal v 16 letech v rodném Kumanovu pod vedením Miroslava Petroviće. V jugoslávské seniorské reprezentaci se pohyboval od roku 1975 lehké a lehké velterové váze. V roce 1976 startoval na olympijských hrách v Montréalu a získal bronzovou olympijskou medaili, když v semifinále nestačil na Američana Howarda Davise. V roce 1980 startoval na olympijských hrách v Moskvě ve vyšší lehké velterové váze a vypadl ve čtvrtfinále s pozdějším vítězem Italem Patrizio Olivou. Po olympijských hrách přešel v roce 1981 k profesionálům.

## Profesionální kariéra
V profesionálním ringu se pohyboval mezi lety 1981-1987 se zápasovou bilancí 18 výher (8 k.o.), 2 porážek a 3 remíz. Po skončení profesionální kariéry pracoval jako trenér. Žije v Kumanovu.

## Výsledky
| Turnaj             | 1976       | 1977       | 1978       | 1979       | 1980       |            |
| Turnaj             | 20         | 21         | 22         | 23         | 24         |            |
| Turnaj             | lehká váha | lehká váha | lehká váha | lehká vel. | lehká vel. | lehká vel. |
| ------------------ | ---------- | ---------- | ---------- | ---------- | ---------- | ---------- |
| Olympijské hry     | 3.         |            |            |            | úč.        |            |
| Mistrovství světa  |            |            | úč.        |            |            |            |
| Mistrovství Evropy |            | 1.         |            | úč.        |            |            |